# Lista siturilor arheologice din județul Mureș - L
Lista siturilor arheologice din județul Mureș - L conține toate siturile arheologice din județul Mureș înscrise în Repertoriul Arheologic Național (RAN) și aflate în localități al căror nume începe cu litera L. RAN este administrat de Ministerul Culturii și Patrimoniului Național și cuprinde date științifice, cartografice, topografice, imagini și planuri, precum și orice alte informații privitoare la zonele cu potențial arheologic, studiate sau nu, încă existente sau dispărute.
Puteți căuta un sit din localitățile care încep cu litera L folosind formularul de mai jos sau puteți naviga prin toate siturile din județ la Lista siturilor arheologice din județul Mureș.
| Cod RAN                                   | Denumire | Localitate                                            | Adresă                                                           | Datare                                             | Descoperit | Coordonate                                    | Imagine           | Erori            |
| ----------------------------------------- | --- | ----------------------------------------------------- | ---------------------------------------------------------------- | -------------------------------------------------- | ---------- | --------------------------------------------- | ----------------- | ---------------- |
| 117863.01.01 (Cod LMI: MS-I-m-B-15387.02) | Situl arheologic de la Lechința - "Podei" / ansamblu anonim (Categorie: locuire civilă) (Tip: Așezare)                        | sat Lechința, oraș Iernut                             | Podei                                                            | Wietenberg                                         |            | 46°39′00″N 24°13′00″E / 46.65°N 24.21667°E    | Încărcați imagine | Raportați eroare |
| 117863.01.02 (Cod LMI: MS-I-s-A-15387)    | Situl arheologic de la Lechința - "Podei" / ansamblu anonim (Categorie: locuire civilă) (Tip: Așezare)                        | sat Lechința, oraș Iernut                             | Podei                                                            | sec. II - III                                      |            | 46°39′00″N 24°13′00″E / 46.65°N 24.21667°E    | Încărcați imagine | Raportați eroare |
| 117863.01.03 (Cod LMI: MS-I-s-A-15387)    | Situl arheologic de la Lechința - "Podei" / ansamblu anonim (Categorie: locuire civilă) (Tip: Locuire)                        | sat Lechința, oraș Iernut                             | Podei                                                            | Coțofeni                                           |            | 46°39′00″N 24°13′00″E / 46.65°N 24.21667°E    | Încărcați imagine | Raportați eroare |
| 117863.01.04 (Cod LMI: MS-I-s-A-15387)    | Situl arheologic de la Lechința - "Podei" / ansamblu anonim (Categorie: locuire civilă) (Tip: Depozit)                        | sat Lechința, oraș Iernut                             | Podei                                                            |                                                    |            | 46°39′00″N 24°13′00″E / 46.65°N 24.21667°E    | Încărcați imagine | Raportați eroare |
| 117863.02.01 (Cod LMI: MS-I-m-A-15388.06) | Situl arheologic de la Lechința - "Săliște" / ansamblu anonim (Categorie: locuire) (Tip: Așezare)                             | sat Lechința, oraș Iernut                             | Săliște                                                          | Coțofeni                                           |            | 46°39′00″N 24°11′00″E / 46.65°N 24.18333°E    | Încărcați imagine | Raportați eroare |
| 117863.02.02 (Cod LMI: MS-I-m-A-15388.05) | Situl arheologic de la Lechința - "Săliște" / ansamblu anonim (Categorie: locuire) (Tip: Așezare)                             | sat Lechința, oraș Iernut                             | Săliște                                                          | Wietenberg                                         |            | 46°39′00″N 24°11′00″E / 46.65°N 24.18333°E    | Încărcați imagine | Raportați eroare |
| 117863.02.03 (Cod LMI: MS-I-m-A-15388.07) | Situl arheologic de la Lechința - "Săliște" / ansamblu anonim (Categorie: locuire) (Tip: Așezare)                             | sat Lechința, oraș Iernut                             | Săliște                                                          | Basarabi                                           |            | 46°39′00″N 24°11′00″E / 46.65°N 24.18333°E    | Încărcați imagine | Raportați eroare |
| 117863.02.04 (Cod LMI: MS-I-m-A-15388.04) | Situl arheologic de la Lechința - "Săliște" / ansamblu anonim (Categorie: locuire) (Tip: Așezare)                             | sat Lechința, oraș Iernut                             | Săliște                                                          | geto-dacică                                        |            | 46°39′00″N 24°11′00″E / 46.65°N 24.18333°E    | Încărcați imagine | Raportați eroare |
| 117863.02.05 (Cod LMI: MS-I-m-A-15388.03) | Situl arheologic de la Lechința - "Săliște" / ansamblu anonim (Categorie: locuire) (Tip: Așezare)                             | sat Lechința, oraș Iernut                             | Săliște                                                          |                                                    |            | 46°39′00″N 24°11′00″E / 46.65°N 24.18333°E    | Încărcați imagine | Raportați eroare |
| 117863.02.06 (Cod LMI: MS-I-m-A-15388.02) | Situl arheologic de la Lechința - "Săliște" / ansamblu anonim (Categorie: locuire) (Tip: Așezare)                             | sat Lechința, oraș Iernut                             | Săliște                                                          | sec. IV - VI d.Hr.                                 |            | 46°39′00″N 24°11′00″E / 46.65°N 24.18333°E    | Încărcați imagine | Raportați eroare |
| 117863.02.07 (Cod LMI: MS-I-m-A-15388.01) | Situl arheologic de la Lechința - "Săliște" / ansamblu anonim (Categorie: locuire) (Tip: Necropolă)                           | sat Lechința, oraș Iernut                             | Săliște                                                          | sec. XII d.Hr.                                     |            | 46°39′00″N 24°11′00″E / 46.65°N 24.18333°E    | Încărcați imagine | Raportați eroare |
| 117863.03.01 (Cod LMI: MS-I-s-A-15389)    | Necropola romană de la Lechința - "Grădina fostului IAS" / ansamblu anonim (Categorie: descoperire funerară) (Tip: Necropolă) | sat Lechința, oraș Iernut                             | Grădina fostei C.A.P (fost "Gostat"), punct Grădina fostului IAS | sec. III                                           |            | 46°28′53″N 24°13′56″E / 46.48139°N 24.23222°E | Încărcați imagine | Raportați eroare |
| 117934.01.01 (Cod LMI: MS-I-s-B-15390)    | Mormântul hallstattian de la Livezeni - "Duduma" / ansamblu anonim (Categorie: descoperire funerară) (Tip: Mormânt)           | sat Livezeni, comuna Livezeni                         | Duduma                                                           | scitică sec. VI î.Hr.                              | 1950       | 46°34′00″N 24°28′00″E / 46.56667°N 24.46667°E | Încărcați imagine | Raportați eroare |
| 119377.01.01 (Cod LMI: MS-I-s-B-15391)    | Așezarea romană de la Loțu - "Terenul Raduly Ferenc" / ansamblu anonim (Categorie: locuire civilă) (Tip: Așezare)             | localitate componentă Loțu, oraș Sângeorgiu de Pădure | Terenul Raduly Ferenc                                            | daco-romană sec. III - IV d.Hr.                    |            | 46°35′00″N 24°52′00″E / 46.58333°N 24.86667°E | Încărcați imagine | Raportați eroare |
| 114729.01.04 (Cod LMI: MS-I-m-B-15392.03) | Situl arheologic de la Luduș - "Fabrica de zahăr" / ansamblu anonim (Categorie: locuire) (Tip: Așezare)                       | oraș Luduș                                            | Fabrica de zahăr                                                 | sec. IV - V d.Hr.                                  |            | 46°29′00″N 24°07′00″E / 46.48333°N 24.11667°E | Încărcați imagine | Raportați eroare |
| 114729.01.05 (Cod LMI: MS-I-m-B-15392.04) | Situl arheologic de la Luduș - "Fabrica de zahăr" / ansamblu anonim (Categorie: locuire) (Tip: Necropolă)                     | oraș Luduș                                            | Fabrica de zahăr                                                 | sec. IV - V d.Hr.                                  |            | 46°29′00″N 24°07′00″E / 46.48333°N 24.11667°E | Încărcați imagine | Raportați eroare |
| 114729.01.07 (Cod LMI: MS-I-m-B-15392.01) | Situl arheologic de la Luduș - "Fabrica de zahăr" / ansamblu anonim (Categorie: locuire) (Tip: Așezare)                       | oraș Luduș                                            | Fabrica de zahăr                                                 | sec. XI - XII d.Hr.                                |            | 46°29′00″N 24°07′00″E / 46.48333°N 24.11667°E | Încărcați imagine | Raportați eroare |
| 114729.01.06 (Cod LMI: MS-I-m-B-15392.02) | Situl arheologic de la Luduș - "Fabrica de zahăr" / ansamblu anonim (Categorie: locuire) (Tip: Necropolă)                     | oraș Luduș                                            | Fabrica de zahăr                                                 | sec. XI d.Hr.                                      |            | 46°29′00″N 24°07′00″E / 46.48333°N 24.11667°E | Încărcați imagine | Raportați eroare |
| 114729.01.03 (Cod LMI: MS-I-s-B-15392)    | Situl arheologic de la Luduș - "Fabrica de zahăr" / ansamblu anonim (Categorie: locuire) (Tip: Așezare)                       | oraș Luduș                                            | Fabrica de zahăr                                                 | romană sec. II - III d.Hr.                         |            | 46°29′00″N 24°07′00″E / 46.48333°N 24.11667°E | Încărcați imagine | Raportați eroare |
| 114729.01.01 (Cod LMI: MS-I-s-B-15392)    | Situl arheologic de la Luduș - "Fabrica de zahăr" / ansamblu anonim (Categorie: locuire) (Tip: Necropolă)                     | oraș Luduș                                            | Fabrica de zahăr                                                 |                                                    |            | 46°29′00″N 24°07′00″E / 46.48333°N 24.11667°E | Încărcați imagine | Raportați eroare |
| 114729.01.02 (Cod LMI: MS-I-s-B-15392)    | Situl arheologic de la Luduș - "Fabrica de zahăr" / ansamblu anonim (Categorie: locuire) (Tip: tezaur)                        | oraș Luduș                                            | Fabrica de zahăr                                                 | sec. II d.Hr.                                      |            | 46°29′00″N 24°07′00″E / 46.48333°N 24.11667°E | Încărcați imagine | Raportați eroare |
| 115174.01                                 | Monede romane de pe teritoriul comunei Lunca Mureșului (Categorie: descoperire izolată) (Tip: obiect izolat)                  | sat Lunca Mureșului, comuna Aluniș                    |                                                                  | sec. I-II (Traian), sec. II (Antoninus Pius), sec. |            |                                               | Încărcați imagine | Raportați eroare |
| 117382.01.01                              | Așezarea neolitică de la Larga / ansamblu anonim (Categorie: locuire civilă) (Tip: Așezare)                                   | sat Larga, comuna Gurghiu                             |                                                                  |                                                    |            |                                               | Încărcați imagine | Raportați eroare |
| 117863.04.01                              | Așezarea neo-eneolitică de la Lechința / ansamblu anonim (Categorie: locuire civilă) (Tip: Așezare)                           | sat Lechința, oraș Iernut                             |                                                                  |                                                    |            |                                               | Încărcați imagine | Raportați eroare |
| 114729.02.01                              | Așezarea Bodrogkeresztúr de la Luduș - "Fabrica de Spirt" / ansamblu anonim (Categorie: locuire civilă) (Tip: Așezare)        | oraș Luduș                                            | Fabrica de Spirt                                                 | Bodrogkeresztur                                    |            |                                               | Încărcați imagine | Raportați eroare |
| 117015.01                                 | Drumul roman "Calea Dracului" de la Leordeni / ansamblu anonim (Categorie: construcție) (Tip: Drum)                           | sat Leordeni, comuna Gheorghe Doja                    |                                                                  | romană                                             |            |                                               | Încărcați imagine | Raportați eroare |
| 117863.05.02                              | Situl arheologic de la Lechința - "Cimitir" / ansamblu anonim (Categorie: descoperire funerară) (Tip: Necropolă)              | sat Lechința, oraș Iernut                             | Cimitir                                                          | gepidică sec. V - VI d.Hr.                         |            |                                               | Încărcați imagine | Raportați eroare |
| 117863.05.01                              | Situl arheologic de la Lechința - "Cimitir" / ansamblu anonim (Categorie: descoperire funerară) (Tip: Așezare)                | sat Lechința, oraș Iernut                             | Cimitir                                                          |                                                    |            |                                               | Încărcați imagine | Raportați eroare |
| 117934.02.01                              | Situl arheologic de la Livezeni - "Moara de la Cetatea de tină" / ansamblu anonim (Categorie: locuire civilă) (Tip: Așezare)  | sat Livezeni, comuna Livezeni                         | Moara de la Cetatea de tină                                      | Noua                                               |            |                                               | Încărcați imagine | Raportați eroare |
| 117934.02.02                              | Situl arheologic de la Livezeni - "Moara de la Cetatea de tină" / ansamblu anonim (Categorie: locuire civilă) (Tip: Așezare)  | sat Livezeni, comuna Livezeni                         | Moara de la Cetatea de tină                                      |                                                    |            |                                               | Încărcați imagine | Raportați eroare |
| 117943.03.01                              | Așezarea antică de la Livezeni - "Comori" / ansamblu anonim (Categorie: locuire civilă) (Tip: Așezare)                        | sat Livezeni, comuna Livezeni                         | Comori                                                           |                                                    |            |                                               | Încărcați imagine | Raportați eroare |
| 114729.03.01                              | Așezarea romană de la Luduș - "Ferma legumicolă" / ansamblu anonim (Categorie: locuire civilă) (Tip: Așezare)                 | oraș Luduș                                            | Ferma legumicolă                                                 |                                                    |            |                                               | Încărcați imagine | Raportați eroare |
| 114729.04.01                              | Situl arheologic de la Luduș - "Bara" / ansamblu anonim (Categorie: locuire civilă) (Tip: Așezare)                            | oraș Luduș                                            | Bara                                                             | Coțofeni                                           |            |                                               | Încărcați imagine | Raportați eroare |
| 114729.04.02                              | Situl arheologic de la Luduș - "Bara" / ansamblu anonim (Categorie: locuire civilă) (Tip: Așezare)                            | oraș Luduș                                            | Bara                                                             | sec. IV d.Hr.                                      |            |                                               | Încărcați imagine | Raportați eroare |
| 114729.04.03                              | Situl arheologic de la Luduș - "Bara" / ansamblu anonim (Categorie: locuire civilă) (Tip: Așezare)                            | oraș Luduș                                            | Bara                                                             |                                                    |            |                                               | Încărcați imagine | Raportați eroare |
| 114729.05.01                              | Așezare aparținând culturii Coțofeni de la Luduș - "Izvor" / ansamblu anonim (Categorie: locuire civilă) (Tip: Așezare)       | oraș Luduș                                            | Izvor                                                            | Coțofeni                                           |            |                                               | Încărcați imagine | Raportați eroare |
| 114729.06.01                              | Așezarea de epoca bronzului de la Luduș / ansamblu anonim (Categorie: locuire civilă) (Tip: Așezare)                          | oraș Luduș                                            | Abator                                                           |                                                    |            |                                               | Încărcați imagine | Raportați eroare |
| 119698.01.01                              | Situl arheologic de la Laslău Mare - "Halta C.F.R." / ansamblu anonim (Categorie: locuire) (Tip: așezare)                     | sat Laslău Mare, comuna Suplac                        | Halta C.F.R.                                                     | Coțofeni                                           |            |                                               | Încărcați imagine | Raportați eroare |
| 119698.01.02                              | Situl arheologic de la Laslău Mare - "Halta C.F.R." / ansamblu anonim (Categorie: locuire) (Tip: așezare)                     | sat Laslău Mare, comuna Suplac                        | Halta C.F.R.                                                     | Sighișoara - Wietenberg                            |            |                                               | Încărcați imagine | Raportați eroare |
| 119698.01.03                              | Situl arheologic de la Laslău Mare - "Halta C.F.R." / ansamblu anonim (Categorie: locuire) (Tip: așezare)                     | sat Laslău Mare, comuna Suplac                        | Halta C.F.R.                                                     |                                                    |            |                                               | Încărcați imagine | Raportați eroare |
| 119698.01.04                              | Situl arheologic de la Laslău Mare - "Halta C.F.R." / ansamblu anonim (Categorie: locuire) (Tip: așezare)                     | sat Laslău Mare, comuna Suplac                        | Halta C.F.R.                                                     | sec. IV î.Hr.                                      |            |                                               | Încărcați imagine | Raportați eroare |